# Пересечение множеств

Пересечение и

Пересече́ние мно́жеств в теории множеств — это множество, которому принадлежат те и только те элементы, которые одновременно принадлежат всем данным множествам. Пересечение двух множеств {\displaystyle A} и {\displaystyle B} обычно обозначается {\displaystyle A\cap B}, но в редких случаях может обозначаться {\displaystyle AB}.

## Определение

### Пересечение двух множеств
Пусть даны множества {\displaystyle A} и {\displaystyle B}. Тогда их пересечением называется множество
{\displaystyle A\cap B=\{x\mid x\in A\wedge x\in B\}.}

### Пересечение семейства множеств
Пусть дано семейство множеств {\displaystyle \{M_{\alpha }\}_{\alpha \in A}.} Тогда его пересечением называется множество, состоящее из элементов, которые входят во все множества семейства:
{\displaystyle \bigcap \limits _{\alpha \in A}M_{\alpha }=\{x\mid \forall \alpha \in A,\;x\in M_{\alpha }\}.}

## Свойства
- Пересечение множеств является бинарной операцией на произвольном булеане {\displaystyle 2^{X}};
- Операция пересечения множеств коммутативна
{\displaystyle A\cap B=B\cap A;}
- Операция пересечения множеств ассоциативна:
{\displaystyle (A\cap B)\cap C=A\cap (B\cap C);}
- Операция пересечения множеств дистрибутивна относительно операции объединения:[2]
{\displaystyle \left(\bigcup _{k}A_{k}\right)\cap B=\bigcup _{k}\left(A_{k}\cap B\right)}
- Универсальное множество {\displaystyle U} является нейтральным элементом операции пересечения множеств:
{\displaystyle A\cap U=A;}
- Операция пересечения множеств идемпотентна:
{\displaystyle A\cap A=A;}
- Если {\displaystyle \varnothing } — пустое множество, то
{\displaystyle A\cap \varnothing =\varnothing .}

## Пример
Пусть {\displaystyle A=\{1,\;2,\;3,\;4\}}, {\displaystyle B=\{3,\;4,\;5,\;6,\;7\}}.
Тогда
{\displaystyle A\cap B=\{3,\;4\}.}